# Partit Independent Cívic de Petits Propietaris i Treballadors Agraris
El Partit Independent Cívic de Petits Propietaris i Treballadors Agraris (en hongarès Független Kisgazda, Földmunkás és Polgári Párt, FKgP) és un partit polític d'ideologia agrarista i conservadora d'Hongria. Habitualment escurçat com a Partit Independent de Petits Propietaris.

## Història
Fou fundat el 1908 sota el llavors Imperi Austrohongarès, formant part més endavant del Partit de la Unitat durant el règim de Horthy fins al 1930, quan s'escindirien del mateix reestructurant el partit. El FKgP representava els interessos dels camperols terratinents juntament amb alguns camperols pobres i a la classe mitjana urbana, va advocar per la reforma agrària i la democratització, oposant-se a la participació en la Segona Guerra Mundial i a l'ocupació alemanya. A finals d'aquesta etapa aniria absorbint altres petits partits esdevenint molt heterogeni, amb tendències de dreta a esquerra.
No seria fins a les eleccions parlamentàries del novembre del 1945 que la formació política adquirís un paper preponderant en la vida política hongaresa, quan el partit va obtenir un 57% dels vots i el seu líder, Zoltán Tildy, fou nomenat primer ministre d'Hongria, formant coalició amb els comunistes, socialdemòcrates i camperols.
El parlament dominat pel FKgP va instaurar la Segona República Húngara en 1946, amb Tildy com a primer ministre, i més tard succeït per Ferenc Nagy. A partir de 1947 el poder del partit es va veure cada cop més en decadència davant la influència dels comunistes en tots els àmbits del govern i la vida pública. Després de les acusacions de conspiració contra alguns ministres del KFgP del govern, els principals líders del partit es van veure obligats a exiliar-se a l'estranger. Ferenc Nagy estava de vacances a Suïssa quan el van sorprendre aquests esdeveniments i va decidir no tornar al país.
Mentre els sectors de dretes formarien o reforçarien nous partits d'oposició (KDNP, MFP, FMDP), els d'esquerra dominarien durant la nova etapa, amb István Dobi, que era líder del FKgP més obertament pro-comunista, liderant la integració final del partit amb els comunistes, la qual cosa el va portar pràcticament a la seva desaparició de la vida política hongaresa a partir de 1949.
Al 1988 es va permetre la seva reconstitució, obtenint al 1990 uns bons resultats que mantindrien dues legislatures, durant les quals sofriria fins a set escissions. A partir de 2002, però, passaria a ser una força extraparlamentària fins a data d'avui, patint processos de liquidació per deutes contrets i manca de suport.
A les eleccions del 2006 membres del partit es van presentar en la coalició d'extrema dreta MIÉP-Jobbik, tot i que el FKgP es va presentar en solitari. Més recentment, a inicis de 2019 es formaria una aliança d'ultradreta entre el FKGP, el MIEP i el Moviment La Nostra Pàtria (MHM), amb els quals anirien finalment en la seva llista electoral al 2022.

## Resultats electorals
| Any                        | Assemblea Nacional      | Assemblea Nacional      | Assemblea Nacional | Assemblea Nacional | Govern            |
| Any                        | Vots                    | %                       | Escons             | +/–                | Govern            |
| -------------------------- | ----------------------- | ----------------------- | ------------------ | ------------------ | ----------------- |
| Regne d'Hongria            |                         |                         |                    |                    |                   |
| 1931                       | 173.477 (#3)            | 11,48%                  | 10 / 245           |                    | Oposició          |
| 1935                       | 387.351 (#2)            | 19,62%                  | 22 / 245           | 12                 | Oposició          |
| 1939                       | 569.054 (#2)            | 15,04%                  | 14 / 260           | 8                  | Oposició          |
| Segona República Hongaresa |                         |                         |                    |                    |                   |
| 1945                       | 2.697.262 (#1)          | 57,03%                  | 245 / 409          | 231                | Coalició          |
| 1947                       | 766.000 (#3)            | 15,34%                  | 68 / 411           | 177                | Coalició          |
| 1949                       | Dins la candidatura FPP | Dins la candidatura FPP | 62 / 402           | 6                  | Coalició          |
| Hongria actual             |                         |                         |                    |                    |                   |
| 1990                       | 576.256 (#3)            | 11,74%                  | 44 / 386           | Nou                | Coalició          |
| 1994                       | 425.482 (#4)            | 7,82%                   | 26 / 386           | 18                 | Oposició          |
| 1998                       | 617.740 (#3)            | 13,78%                  | 48 / 386           | 22                 | Coalició          |
| 2002                       | 42.338 (#7)             | 0,75%                   | 0 / 386            | 48                 | Extraparlamentari |
| 2006                       | 838 (#13)               | 0,02%                   | 0 / 386            | =                  | Extraparlamentari |
| 2010                       | 381 (#20)               | 0,003%                  | 0 / 386            | =                  | Extraparlamentari |
| 2014                       | 7.426 (#16)             | 0,16%                   | 0 / 199            | =                  | Extraparlamentari |
| 2018                       | 1.580 (#39)             | 0,03%                   | 0 / 199            | =                  | Extraparlamentari |

## Líders del partit
|   | Imatge | Nom            | Inici | Final |    | Imatge | Nom                | Inici | Final |
| - | ------ | -------------- | ----- | ----- | -- | ------ | ------------------ | ----- | ----- |
| 1 |        | Bálint Szijj   | 1930  | 1931  | 10 |        | Tivadar Pártay     | 1988  | 1989  |
| 2 |        | Gaszton Gaál   | 1931  | 1932  | 11 |        | Vince Vörös        | 1989  | 1990  |
| 3 |        | Tibor Eckhardt | 1932  | 1940  | 12 |        | Ferenc József Nagy | 1990  | 1991  |
| 4 |        | Zoltán Tildy   | 1940  | 1944  | 13 |        | József Torgyán     | 1991  | 2002  |
| 5 |        | István Balogh  | 1944  | 1945  | 14 |        | Miklós Réti        | 2002  | 2005  |
| 6 |        | Zoltán Tildy   | 1945  | 1946  | 15 |        | Péter Hegedűs      | 2005  | 2017  |
| 7 |        | Ferenc Nagy    | 1946  | 1947  | 16 |        | Károly Balogh      | 2017  | 2018  |
| 8 |        | István Dobi    | 1947  | 1949  | 17 |        | Roland Hajdara     | 2018  | 2020  |
| 9 |        | Béla Kovács    | 1956  | 1956  | 18 |        | Károly Balogh      | 2020  | 2021  |